# 类病毒
類病毒（Viroid）是一種具有傳染性的單鏈環狀RNA病原體。它比病毒要小，且沒有典型病毒所有的蛋白質外殼。類病毒為嚴格寄生物，專一性很強。目前所有已知的類病毒均為被子植物棲居者，且多數造成疾病；它們通常透過種子或花粉傳播，且整合到細胞核內進行複製。
類病毒最早由在美國工作的瑞士學者迪納（Theodor O. Diener）於1971年在馬鈴薯紡錘塊莖病中發現。

## 分類
- 馬鈴薯紡錘形塊莖類病毒科（Pospiviroidae）
  - 馬鈴薯紡錘形塊莖類病毒屬（Pospiviroid）：代表種有馬鈴薯紡錘形塊莖類病毒（Potato spindle tuber viroid）
  - 啤酒花矮化類病毒屬（Hostuviroid）：代表種有啤酒花矮化類病毒（Hop stunt viroid）
  - 椰子死亡類病毒屬（Cocadviroid）：代表種有椰子死亡類病毒（Coconut cadang-cadang viroid）
  - 蘋果鏽果類病毒屬（Apscaviroid）：代表種有蘋果鏽果類病毒（Apple scar skin viroid）
  - 錦紫蘇類病毒屬（Coleviroid）：代表種有錦紫蘇類病毒1（Coleus blumei viroid 1）
- 鱷梨日斑類病毒科（Avsunviroidae）
  - 鱷梨日斑類病毒屬（Avsunviroid）：代表種有鱷梨日斑類病毒（Avocado sunblotch viroid）
  - 桃潛隱花葉類病毒屬（Pelamoviroid）：代表種有桃潛花葉類病毒（Peach latent mosaic viroid）
  - 茄潛隱類病毒屬（Elaviroid）：代表種有茄潛隱類病毒（Eggplant latent viroid）